# Éric Di Meco
Pour les articles homonymes, voir Di Meco.
Éric Di Meco, né le 7 septembre 1963 à Avignon, est un footballeur international français évoluant au poste d’arrière gauche du début des années 1980 jusqu'à la fin des années 1990 et reconverti comme consultant sportif.
Éric Di Meco a passé toute son enfance à Robion (Vaucluse), dont le stade porte aujourd'hui son nom.
Il se reconvertit dans les médias comme spécialiste football dans différents domaines : animateur de radio sur RMC (Super Moscato Show, Team Duga, Les Grandes Gueules du Sport), commentateur de matches à la télévision sur RMC Sport et chroniqueur dans la presse écrite.

## Biographie

### Débuts de carrière d’un minot
Cet Avignonnais d’origine italienne (Abruzzes) est issu du centre de formation de l’Olympique de Marseille. Pur gaucher, Di Meco qui évolue en tant qu’ailier gauche ou milieu gauche débute à l’OM dans les années 1980 qui voient les Phocéens relégués en deuxième division en 1980. Au début des années 80, Éric Di Meco joue en tant que milieu offensif et est surnommé Le petit Cruyff.
La saison 1980-1981 est la saison noire du club, placé en liquidation judiciaire en avril 1981. Tous les joueurs et le personnel sont mis au chômage. En deuxième division, la direction du club décide de mener une politique de promotion des jeunes en intégrant dans l’équipe première les « Minots », vainqueurs de la coupe Gambardella deux ans plus tôt, où figurent notamment Éric Di Meco avec José Anigo, Jean-Charles De Bono, Christian Caminiti ou Marc Lévy. Ces jeunes évitent la relégation en troisième division en ne perdant aucune des six dernières rencontres de la saison, battant même Montpellier nouveau promu (3-1).
Après deux saisons où les Minots frôlent la montée (ils terminent troisièmes puis quatrièmes), le président Jean Carrieu recompose en 1983 une équipe avec les recrues Žarko Olarević, Saar Boubacar et François Bracci, et le club retrouve sa place dans l’élite au terme d'une saison prolifique en buts.
Toutefois, Di Meco peine à franchir un palier nécessaire et a du mal à être complètement titulaire. Afin de gagner du temps de jeu, il est prêté à l'AS Nancy-Lorraine puis au FC Martigues. C’est pendant son prêt à l'ASNL qu’il se reconvertit en arrière gauche sur les conseils d’Arsène Wenger, l’entraîneur nancéien de l’époque.

### Les belles années marseillaises (1988-1994)
Après des prêts infructueux, Éric Di Meco est de retour à l'Olympique de Marseille présidée par Bernard Tapie depuis 1986. Il s'installe et s'impose comme un titulaire indiscutable à son nouveau poste de latéral gauche.
Au milieu de stars telles que Jean-Pierre Papin, Chris Waddle, Klaus Allofs, Enzo Francescoli, Abedi Pelé, Didier Deschamps, Basile Boli, Marcel Desailly, Rudi Völler, Jocelyn Angloma, Carlos Mozer, Franck Sauzée, Bernard Casoni, Dragan Stojković, Alen Bokšić, Karl-Heinz Förster, ou Éric Cantona, Éric Di Meco qui est l'un des seuls joueurs issus du centre de formation marseillais (en compagnie, par exemple, de Patrice Eyraud), remporte quatre championnats de France (1989, 1990, 1991, 1992), et une Coupe de France en 1989. Le club phocéen est aussi efficace sur le plan continental en atteignant les demi-finales de la Coupe d'Europe des clubs champions en 1990 face au Benfica Lisbonne ; les Olympiens remportent le match aller de la demi-finale 2-1, et le score du match retour est de 0-0 quand le Lisboète Vata marque un but de la main validé par l'arbitre. En 1991, le club échoue en finale de Coupe d'Europe des clubs champions face à l'Étoile rouge de Belgrade aux tirs au but (5-3), après avoir notamment éliminé en 1/4 de finale le Milan AC, double tenant du titre.
Le même Milan AC de Frank Rijkaard, Marco van Basten ou encore Paolo Maldini est encore défait par l'Olympique de Marseille, cette fois en finale de la Ligue des champions à Munich (1-0), le 26 mai 1993 d'un but de la tête de Basile Boli. Il s'agit de la première victoire d'un club français en Coupe d'Europe.
À la suite de l'affaire OM-VA, le conseil fédéral retire le titre de champion de France 1993 à l’OM. L’UEFA exclut Marseille des compétitions européennes de la saison 1993-1994 (Ligue des champions et Supercoupe de l'UEFA), et la FIFA retire à l'OM le droit de jouer la Coupe intercontinentale. Marseille finit deuxième du championnat en 1994, avec l’émergence de Sonny Anderson, mais le conseil fédéral rétrograde l’OM en deuxième division. Éric Di Meco quitte alors son club de cœur en étant l'unique joueur à avoir gagné tous les titres olympiens durant la période Tapie.

### Fin de carrière à Monaco (1994-1998)
En 1994, il rejoint l'AS Monaco avec Sonny Anderson où il retrouve Arsène Wenger. À la suite d'un mauvais départ lors de la saison 1994-1995 et une défaite 0-2 contre l'OGC Nice à domicile, Arsène Wenger est remercié. Wenger est alors remplacé par le duo Jean-Luc Ettori - Jean Petit puis Gérard Banide.
À l'intersaison 1995, Jean Tigana (ancien coéquipier de Di Meco à l'OM), fort d'une 2e place avec Lyon, prend les commandes du club monégasque. Deux autres ex-coéquipiers d'Eric Di Meco à Marseille, Basile Boli et Fabien Barthez, rejoignent aussi Monaco.
Après un départ poussif durant les matchs aller et une élimination prématurée en Coupe de l'UEFA contre Leeds, les rouges et blancs, quasiment invincibles lors des matchs retour, terminent à la 3e place du classement 1995-1996.
Lors de sa troisième année, Eric Di Meco se blesse gravement et fera deux saisons blanches avant de mettre un terme à sa carrière. Il remporte toutefois son 5e titre de champion personnel en 1997 avec un effectif de qualité composé de joueurs tels que Sonny Anderson, Franck Dumas, Sylvain Legwinski, Fabien Barthez, Thierry Henry, Victor Ikpeba, Emmanuel Petit, Ali Benarbia, ou encore Enzo Scifo. La saison suivante, Monaco réussit à atteindre les demi-finales de la Ligue des champions battue par la Juventus de Didier Deschamps et Zinédine Zidane après avoir éliminé Manchester United et termine une nouvelle fois sur le podium du championnat (3e) après avoir terminé en tête à mi-championnat.

### L'équipe de France (1989-1996)
Le style caractéristique d'Éric Di Meco basé sur un engagement continu, une agressivité exacerbée lui permettent d'être appelé par Michel Platini en équipe de France dès 1989. Mais son style plus que rugueux, souvent à la limite du carton rouge, ne lui permet pas de s'imposer chez les Bleus. Absent de l'aventure de l'Euro 1992, il est également ignoré par Gérard Houllier sur la période 1992-1993.
À la surprise générale, il est pourtant rappelé par Aimé Jacquet dès sa prise de fonction en 1994. À plus de 30 ans, Di Meco va alors devenir l'un des hommes de base de Jacquet, qui apprécie son engagement physique et sa précieuse expérience du haut niveau. Il se voit même confier le brassard de capitaine à deux reprises, notamment à l'occasion du fameux Roumanie-France d'octobre 1995. Mais à l'Euro 1996 qu'il aborde pourtant en position de titulaire, Di Meco va être détrôné dès le premier tour par sa jeune doublure Bixente Lizarazu, ce qui le conduit à annoncer sa retraite internationale à l'issue du tournoi, avec la satisfaction d'être resté invaincu sous le maillot bleu tout au long de ses 23 sélections (23 fois titulaires. 18 victoires/5 nuls). Il est même le recordman de matches consécutifs sans défaite avec l'équipe de France.

### Reconversion

#### Directeur sportif de l'Olympique de Marseille
En février 2000, Éric Di Meco revient à l'OM en tant que manager, Marcel Dib étant déjà directeur sportif, en pleine saison 1999-2000 qui se conclut par une piètre 15e place qui sauve Marseille de la relégation pour 2 buts. L'entraîneur Bernard Casoni est écarté, ce dernier se sent alors trahi par Éric Di Meco. À l'intersaison, Di Meco participe à l'arrivée du nouvel entraîneur Abel Braga (après avoir contacté Luis Fernandez et Zdeněk Zeman) et des recrues brésiliennes Marcelinho et Adriano. Mais en novembre 2000, après un début de saison raté, l'actionnaire Robert Louis-Dreyfus décide de limoger Éric Di Meco et Marcel Dib. Abel Braga suivra quelques jours à peine après la démission du président Yves Marchand.

#### Adjoint aux sports à la mairie de Marseille
À la suite de l'échec à l'Olympique de Marseille, il s'écarte du monde du football. Lui qui était déjà conseiller municipal depuis 1995, s'investit dans la politique en devenant adjoint aux sports à la mairie de Marseille de 2001 à 2007. Il organise, aide et suit les manifestations à l'attention des jeunes de la ville de Marseille. En 2007, il est également suppléant de Nora Remadnia Préziosi, candidate de l'UMP aux élections législatives dans la septième circonscription des Bouches-du-Rhône.

#### Consultant sportif
Depuis octobre 2007, il est chroniqueur dans l'émission Super Moscato Show, animée par Vincent Moscato avec Maryse Éwanjé-Épée, Pierre Dorian et Adrien Aigoin sur RMC,.
Entre septembre 2009 et février 2010, Éric Di Meco assure l'intérim durant l'absence de Rolland Courbis. Il intervient alors dans les soirées football de RMC (Intégrale Foot, After Foot). Lors de la Coupe du monde 2010, il co-anime tous les jours avec Luis Fernandez, Jérôme Rothen et Jérôme Sillon, Le Grand Show. De 2011 à 2014, il est un chroniqueur régulier de l'After Foot. Depuis septembre 2012, il fait partie de l'équipe des Grandes Gueules du sport.
Durant la saison 2015-2016, il intervient également dans l'émission Luis attaque de Luis Fernandez. Entre août 2016 et aout 2020, il participe à l'émission Team Duga animée par Christophe Dugarry. Ses prises de positions et ses discussions très animées avec Christophe Dugarry contribuent au succès de l'émission.
Début 2009, il se fait remarquer par M6 et rejoint l'équipe de 100 % Foot, présentée par Vincent Couëffé, aux côtés de Pierre Ménès et Dominique Grimault puis Vikash Dhorasoo, Julien Cazarre et Vincent Duluc. En décembre 2011, l'émission est supprimée de la grille des programmes de M6.
En août 2012, il devient consultant pour la chaîne sportive beIN Sports. Il commente, avec Christophe Josse, les matchs de Ligue 1 et de Ligue des champions. Durant la Coupe du monde 2014 qui se déroule au Brésil, il commente les grandes rencontres de la compétition en compagnie de son fidèle acolyte Christophe Josse.
Il s'engage avec SFR Group à partir du début de l'Euro 2016. Pour cette compétition, il intervient sur RMC en radio mais pas en télévision sur BFM TV car son contrat avec beIN Sports est encore valide. Di Meco collabore ensuite aux chaînes de SFR Sport qui dispose des droits de diffusion en France du championnat anglais puis avec les chaînes RMC Sport qui diffuse également la Ligue des champions et de la Ligue Europa à partir de 2018. Il commente des affiches de ces compétitions au côté de Jérôme Sillon. Le 1er juin 2019, il commente la finale de la Ligue des champions avec Jean Resseguié sur BFM TV.

#### Musicien
Éric Di Meco est bassiste au sein d'Osiris Cover Band au côté du batteur Jean Vincent Boetto, des guitaristes Chris Cesari et Alain Battaglia et du chanteur Axel Rancurel. Cette formation, créée en janvier 2019 et basée à Marseille, rend hommage au groupe britannique Oasis et se produit en concerts. En mars 2022, Osiris participe à la saison 11 du télé-crochet The Voice, la plus belle voix sur TF1. Lors des « auditions à l'aveugle », le groupe est éliminé après avoir interprété le titre Supersonic d'Oasis, n'étant choisi par aucun des coaches.

## Statistiques
| Saison                | Club                     | Championnat           | Championnat | Championnat | Coupe(s) nationale(s) | Coupe(s) nationale(s) | Compétition(s) continentale(s) | Compétition(s) continentale(s) | Compétition(s) continentale(s) | France | France | Total | Total |
| Saison                | Club                     | Division              | M.          | B.          | M.                    | B.                    | Comp.                          | M.                             | B.                             | M.     | B.     | M.    | B.    |
| 1980-1981             | Olympique de Marseille   | Division 2            | 1           | 0           | -                     | -                     | -                              | -                              | -                              | -      | -      | 1     | 0     |
| 1981-1982             | Olympique de Marseille   | Division 2            | 8           | 3           | 4                     | 0                     | -                              | -                              | -                              | -      | -      | 12    | 3     |
| 1982-1983             | Olympique de Marseille   | Division 2            | 15          | 3           | 2                     | 2                     | -                              | -                              | -                              | -      | -      | 17    | 5     |
| 1983-1984             | Olympique de Marseille   | Division 2            | 25          | 7           | -                     | -                     | -                              | -                              | -                              | -      | -      | 25    | 7     |
| 1984-1985             | Olympique de Marseille   | Division 1            | 25          | 2           | 2                     | 0                     | -                              | -                              | -                              | -      | -      | 27    | 2     |
| 1985-1986             | Olympique de Marseille   | Division 1            | 14          | 1           | 7                     | 0                     | -                              | -                              | -                              | -      | -      | 21    | 1     |
| Sous-total            | Sous-total               | Sous-total            | 87          | 16          | 15                    | 2                     | -                              | -                              | -                              | -      | -      | 102   | 18    |
| 1986-1987             | AS Nancy-Lorraine (prêt) | Division 1            | 29          | 1           | 1                     | 0                     | -                              | -                              | -                              | -      | -      | 30    | 1     |
| Sous-total            | Sous-total               | Sous-total            | 29          | 1           | 1                     | 0                     | -                              | -                              | -                              | -      | -      | 30    | 1     |
| 1987-1988             | FC Martigues (prêt)      | Division 2            | 31          | 2           | 1                     | 0                     | -                              | -                              | -                              | -      | -      | 32    | 2     |
| Sous-total            | Sous-total               | Sous-total            | 31          | 2           | 1                     | 0                     | -                              | -                              | -                              | -      | -      | 32    | 2     |
| 1988-1989             | Olympique de Marseille   | Division 1            | 33          | 0           | 7                     | 0                     | -                              | -                              | -                              | -      | -      | 40    | 0     |
| 1989-1990             | Olympique de Marseille   | Division 1            | 33          | 0           | 4                     | 0                     | C1                             | 8                              | 0                              | 6      | 0      | 51    | 0     |
| 1990-1991             | Olympique de Marseille   | Division 1            | 20          | 0           | 4                     | 0                     | C1                             | 7                              | 0                              | -      | -      | 31    | 0     |
| 1991-1992             | Olympique de Marseille   | Division 1            | 4           | 0           | -                     | -                     | -                              | -                              | -                              | -      | -      | 4     | 0     |
| 1992-1993             | Olympique de Marseille   | Division 1            | 31          | 0           | 3                     | 1                     | C1                             | 9                              | 0                              | -      | -      | 43    | 1     |
| 1993-1994             | Olympique de Marseille   | Division 1            | 32          | 1           | 4                     | 0                     | -                              | -                              | -                              | 3      | 0      | 39    | 1     |
| Sous-total            | Sous-total               | Sous-total            | 153         | 1           | 22                    | 1                     | -                              | 24                             | 0                              | -      | -      | 199   | 2     |
| 1994-1995             | AS Monaco                | Division 1            | 32          | 1           | 5                     | 0                     | -                              | -                              | -                              | 7      | 0      | 44    | 1     |
| 1995-1996             | AS Monaco                | Division 1            | 30          | 0           | 4                     | 0                     | C3                             | 1                              | 0                              | 7      | 0      | 42    | 0     |
| 1996-1997             | AS Monaco                | Division 1            | 2           | 0           | 2                     | 0                     | -                              | -                              | -                              | -      | -      | 4     | 0     |
| 1997-1998             | AS Monaco                | Division 1            | 1           | 0           | 1                     | 0                     | -                              | -                              | -                              | -      | -      | 2     | 0     |
| Sous-total            | Sous-total               | Sous-total            | 65          | 1           | 12                    | 0                     | -                              | 1                              | 0                              | -      | -      | 78    | 1     |
| Total sur la carrière | Total sur la carrière    | Total sur la carrière | 366         | 21          | 51                    | 3                     | -                              | 25                             | 0                              | 23     | 0      | 465   | 24    |

- 287 matchs et 6 buts en Division 1
- 79 matchs et 15 buts en Division 2
- 24 matchs en Coupe/Ligue des Champions
- 1 match en Coupe de l'UEFA

## Palmarès

### En club
- Vainqueur de la Ligue des Champions en 1993 avec l'Olympique de Marseille
- Champion de France en 1989, 1990, 1991, 1992 avec l'Olympique de Marseille et en 1997 avec l'AS Monaco
- Vainqueur de la Coupe de France en 1989 avec l'Olympique de Marseille
- Finaliste de la Coupe d'Europe des Clubs Champions en 1991 avec l'Olympique de Marseille
- Finaliste de la Coupe de France en 1986 et en 1991 avec l'Olympique de Marseille

### En équipe de France
- Vainqueur du Tournoi de France en 1988
- Vainqueur du Tournoi du Koweït en 1990
- Vainqueur de la Coupe Kirin en 1994

## Distinctions et records
- Nommé dans la Dream Team des 110 ans de l'Olympique de Marseille en 2010[19]
- 1er joueur de l'histoire de l'équipe de France à ne jamais avoir connu la défaite en sélection : 23 fois titulaire pour 18 victoires et 5 nuls[20]
- Membre de l'équipe de l'année World Soccer Awards avec l'équipe de France en 1991
- Membre de l'équipe européenne de l'année France Football avec l'équipe de France en 1991
- Membre du club de l’année France Football en 1991 et en 1992 avec l'Olympique de Marseille
- Membre de l'équipe de France alignant 19 matchs sans défaite (entre mars 1989 et le 19 février 1992)
- Membre de l'équipe de France alignant 30 matchs sans défaite (entre février 1994 et octobre 1996)
- Membre de l'équipe de l'Olympique de Marseille remportant la Ligue des Champions en 1993 sans connaître la défaite : 7 victoires et 4 nuls

## Décoration
- Chevalier de l'ordre national du Mérite (décret du 14 novembre 1996)[1]

## Filmographie
- 1999 : Fort Boyard (France 2) : participant avec Yves Rénier, Pascal Olmeta, Jean-Pierre Papin, Manuel Amoros et Jean-Philipe Durand
- 2017 : Plus belle la vie - prime-time Pour toujours les premiers (France 3) : lui-même
- 2022 : saison 11 de The Voice, la plus belle voix (TF1) : candidat avec le groupe Osiris.

## Vidéographie
- OM : A jamais les premiers, 2008, France Télévisions Distribution
- Les Minots de l'OM, 2010, France Télévisions Distribution
- Les Légendes de l'OM, 2011, France Télévisions Distribution